# Wolfgang Hunger (Segler)
Wolfgang Hunger (* 19. Juli 1960 in Hannover) ist ein deutscher Regattasegler.

## Biografie
Nachdem Wolfgang Hungers Vater 1968 einen Optimisten gekauft hatte, begann Wolfgang Hunger zusammen mit seinen Brüdern Joachim und Klaus erste Erfahrungen im Segeln an der Kieler Förde zu sammeln. Als die Familie 1970 von Hannover nach Berlin umzog, segelten die Brüder auf dem Wannsee.
Zusammen mit seinem Bruder Joachim nahm Wolfgang Hunger an den Olympischen Sommerspielen 1984 in Los Angeles und 1988 in Seoul teil. Beide Male starteten die Brüder gemeinsam in den Regatten mit der 470er Jolle. Verpassten mit den Plätzen 4 (1984) und 5 (1988) jedoch die Medaillenrängen. Bei seiner dritten Olympiateilnahme 1992 in Barcelona nahm er ebenfalls an der Regatta mit der 470er Jolle teil, startete jedoch dieses Mal mit
Rolf Schmidt und belegte den achten Rang.
Bei Segel-Weltmeisterschaften konnte Wolfgang Hunger mit seinem Bruder 1983 und 1986 die Silbermedaille mit der 470er Jolle gewinnen. Mit Schmidt wurde er 1990 und 1991 Weltmeister in dieser Klasse. Mit der 505er Jolle wurde er sieben Mal Weltmeister. Die ersten drei dieser Weltmeistertitel in den Jahren 2001, 2003 und 2005 fuhr er zusammen mit Holger Jess ein.
2009 holte Hunger seinen 17. Sieg bei der Kieler Woche und stellte damit eine Bestmarke für die Veranstaltung auf, die er zuvor bereits gemeinsam mit Jørgen Bojsen-Møller gehalten hatte. In den folgenden Jahren verbesserte Hunger diese weiter, 2021 gewann er zum 24. Mal bei der Kieler Woche.
Hunger studierte in Hamburg Medizin, seine Doktorarbeit (Quantitative Tests zur Wirksamkeit von Desinfektionsmitteln bei verschiedenen Keimträgermaterialien) schloss er 1989 in Kiel ab. Er wurde als Arzt am Kieler Lubinus-Krankenhaus, später in derselben Stadt als niedergelassener Orthopäde tätig.